# Hajar al-Khaldi
Hajar Saad al-Ameeri al-Khaldi (arabisch هاجر الخالدي, DMG Hāǧar al-Ḫālidī; * 17. März 1995) ist eine bahrainische Leichtathletin, die sich auf den Sprint spezialisiert hat.

## Sportliche Laufbahn
Erstmals bei einer internationalen Meisterschaft trat Hajar al-Khaldi bei den Arabischen Juniorenmeisterschaften 2014 in Kairo an, bei denen sie die Silbermedaille im 100-Meter-Lauf sowie Bronze über 200 Meter gewann. Ende September nahm sie erstmals an den Asienspielen im südkoreanischen Incheon teil und schied dort über beide Distanzen in der ersten Runde aus. 2015 gewann sie bei den Arabischen-Meisterschaften in Manama die Goldmedaille über 100 Meter und gelangte bei den Asienmeisterschaften in Wuhan das Halbfinale. Über 200 Meter schied sie in 24,99 s im Vorlauf aus. 2016 erfolgte die Teilnahme an den Hallenasienmeisterschaften in Doha, bei denen sie im 60-Meter-Lauf in 7,46 s den sechsten Platz belegte. Sie qualifizierte sich über 100 Meter auch für die Olympischen Spiele in Rio de Janeiro, bei denen sie mit 11,59 s in der Vorrunde ausschied.
2017 gewann sie bei den Islamic Solidarity Games in Baku Gold mit der bahrainischen 4-mal-100-Meter-Staffel und belegte über 100 Meter in 11,90 s Rang fünf. 2018 nahm sie erneut an den Asienspielen in Jakarta teil und belegte dort in 11,38 s den vierten Platz über 100 Meter und wurde im 200-Meter-Lauf im Halbfinale disqualifiziert. Am Schlusstag der Spiele gewann sie mit der Staffel in 42,73 s die Goldmedaille vor China. Im Jahr darauf siegte sie in 12,05 s über 100 Meter sowie mit der Staffel. Kurz darauf erreichte sie bei den Asienmeisterschaften in Doha das Halbfinale, in dem sie mit 11,82 s ausschied. Zudem gewann sie mit der Staffel in 43,61 s hinter den Mannschaften aus China und Kasachstan. Im Oktober schied sie bei den Militärweltspielen in Wuhan mit 12,44 s im Vorlauf über 100 Meter aus und gewann mit der Staffel in 44,24 s die Bronzemedaille hinter den Teams aus Brasilien und der Volksrepublik China. Nach einer zweijährigen Wettkampfpause belegte sie 2022 bei den Islamic Solidarity Games in Konya in 11,18 s den vierten Platz über 100 Meter und gewann mit der Staffel in 44,11 s die Silbermedaille hinter dem Team aus Gambia. Im Jahr darauf siegte sie in 23,30 s über 200 Meter bei den Panarabischen Spielen in Algier und sicherte sich über 100 Meter in 11,35 s die Silbermedaille hinter ihrer Landsfrau Edidiong Odiong. Zudem siegte sie mit der Staffel in 44,44 s. Ende September gewann sie bei den Asienspielen in Hangzhou in 11,35 s die Bronzemedaille über 100 Meter hinter der Chinesin Ge Manqi und Shanti Pereira aus Singapur und wurde mit der Staffel disqualifiziert.

## Persönliche Bestzeiten
- 100 Meter: 11,17 s (+1,6 m/s), 9. Juli 2018 in Amman
  - 60 Meter (Halle): 7,46 s, 19. Februar 2016 in Doha
- 200 Meter: 23,30 s (+1,9 m/s), 7. Juli 2023 in Algier